# Пихта Вехара
Пихта Вехара (лат. Abies vejarii) — дерево, вид рода пихта (Abies) семейства Сосновые (Pinaceae). Произрастает на северо-востоке Мексики, в штатах Коауила и Нуэво-Леон, где растёт на больших высотах 2 000-3 300 м в Восточной Сьерра-Мадре.

## Таксономия
Abies vejarii относится к разделу Oiamel и подразделу Religiosae в пределах рода пихта (Abies). Впервые вид был описан в 1942 году Максимино Мартинесом в «Anales del Institutó de Biología de la Universidad Nacional Autonoma de México, Série Biologia». Вид Abies vejarii назван в честь Октавио Вехара Васкеса (исп. Octavio Véjar Vázquez), в то время мексиканского министра народного образования.
Выделяют две разновидности Abies vejarii
:
- Abies vejarii var. Macrocarpa Martínez — встречается в штатах Коауила и Нуэво-Леон.
- Abies vejarii var. Vejarii — встречается в Восточной Сьерра-Мадре на северо-востоке Мексики.

## Ботаническое описание
Вечнозелёное хвойное дерево, которое может достигать высоты до 40 м и диаметра до 1,5 м. Ветви отходят горизонтально от ствола и образуют широкую, конусовидную или пирамидальную крону. У молодых деревьев гладкая серая кора, которая с возрастом становится серо-коричневой, шероховатой и расслаивается. Кора веточек сначала пурпурно-красная, позже оранжево-коричневая.
Листья (хвоя) игольчатые, умеренно уплощённые, 1-2,5 см длиной и 1,3-2 мм шириной, толщиной 1 мм, серо-зелёные с разбросанными устьицами сверху и с двумя зеленовато-белыми полосками на устьицах снизу. Кончик листа заострён. Шишки сизо-пурпурные, при созревании серо-коричневые, длиной 6-15 см и шириной 4-6 см, с примерно 150—200 чешуей, каждая чешуя с прицветником. Чешуйки имеют отросток 3-8 мм выступающий вверх и два крылатых семени, чешуйки раскрываются, когда шишки созревают и высвобождают семена.
Шаровидные мужские шишки красноватого цвета и размером около 5 мм с тупым кончиком. Стоят группами на ветках. Вертикальные продолговатые конусы яйцевидной формы имеют длину от 6 до 12 см и толщину от 4 до 6 см. Незрелые шишки тёмно-фиолетовые, а спелые — тёмно-коричневые. Семена имеют длину от 8 до 10 мм и пурпурно-коричневые крылышки около 15 мм в длину и около 12 мм в ширину.

Abies vejarii
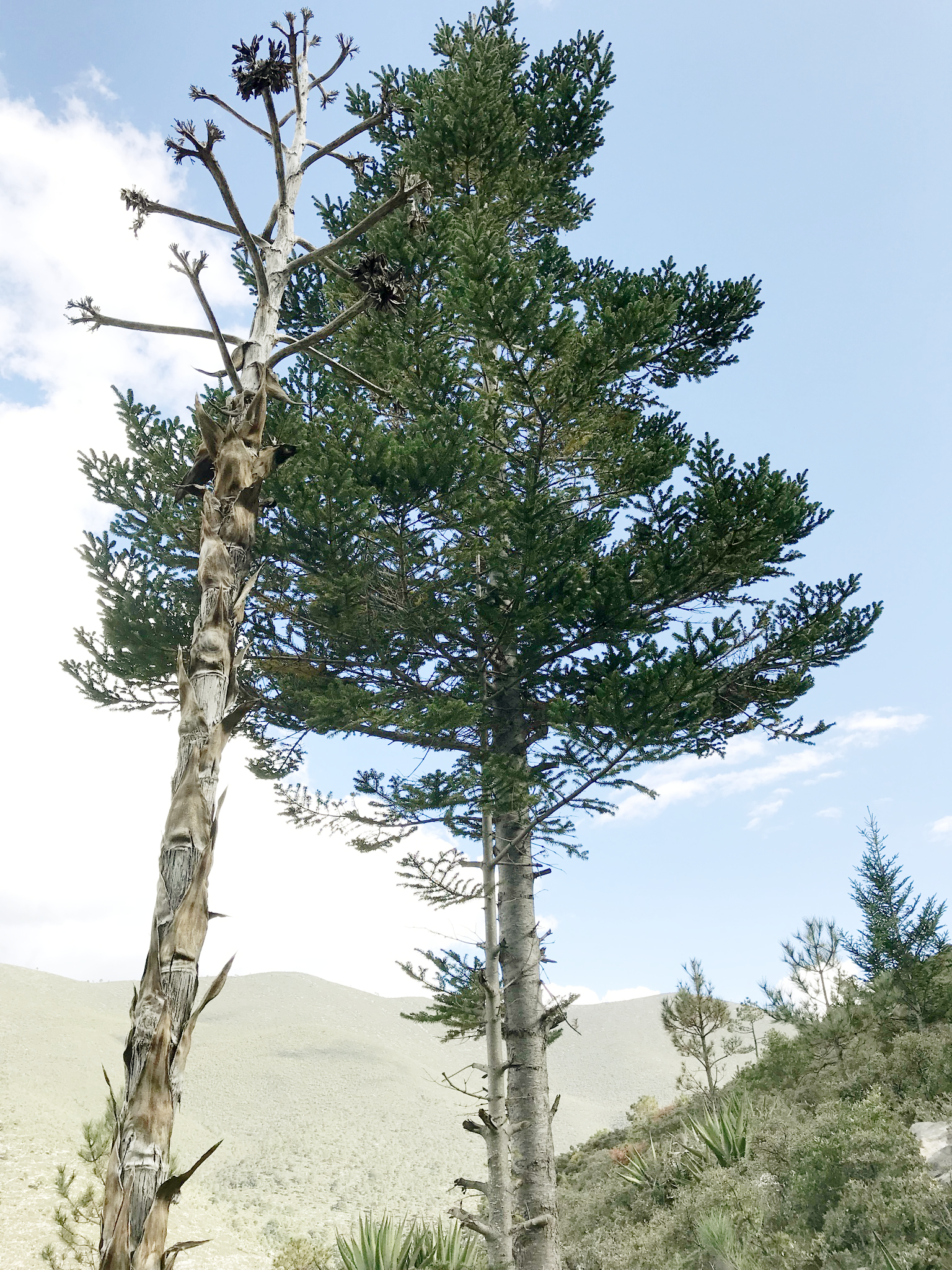
В природе
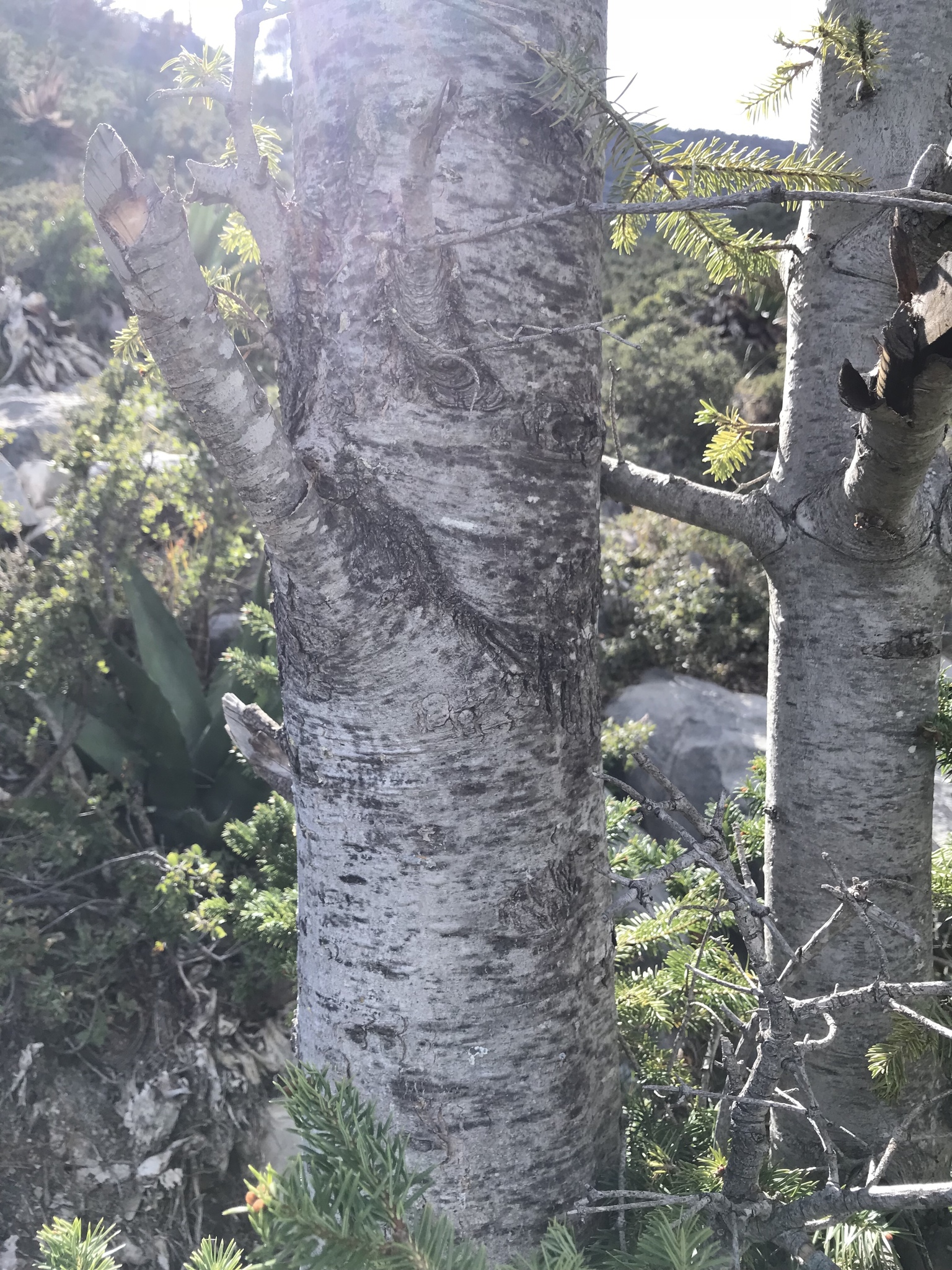
Ствол
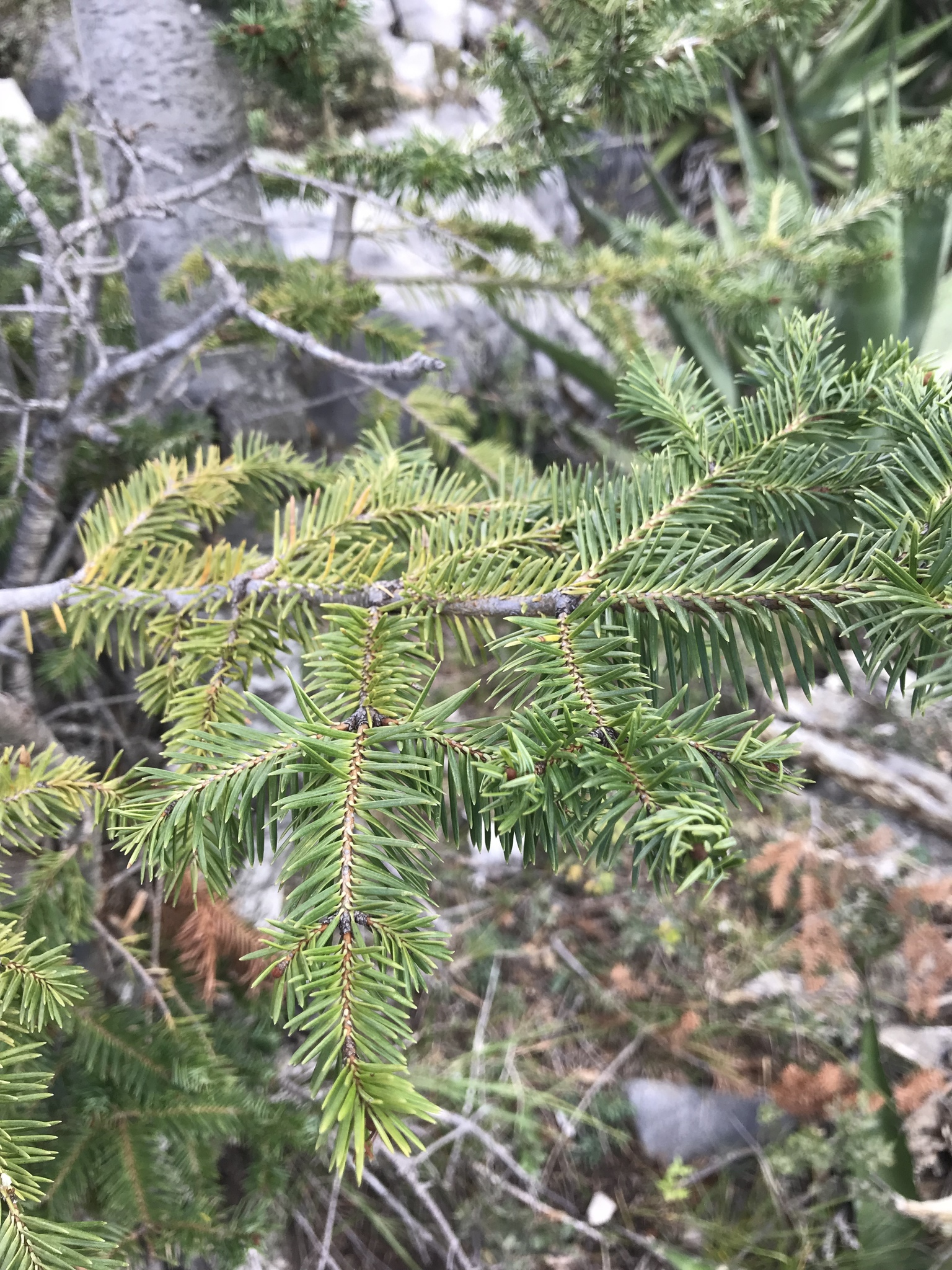
Листья
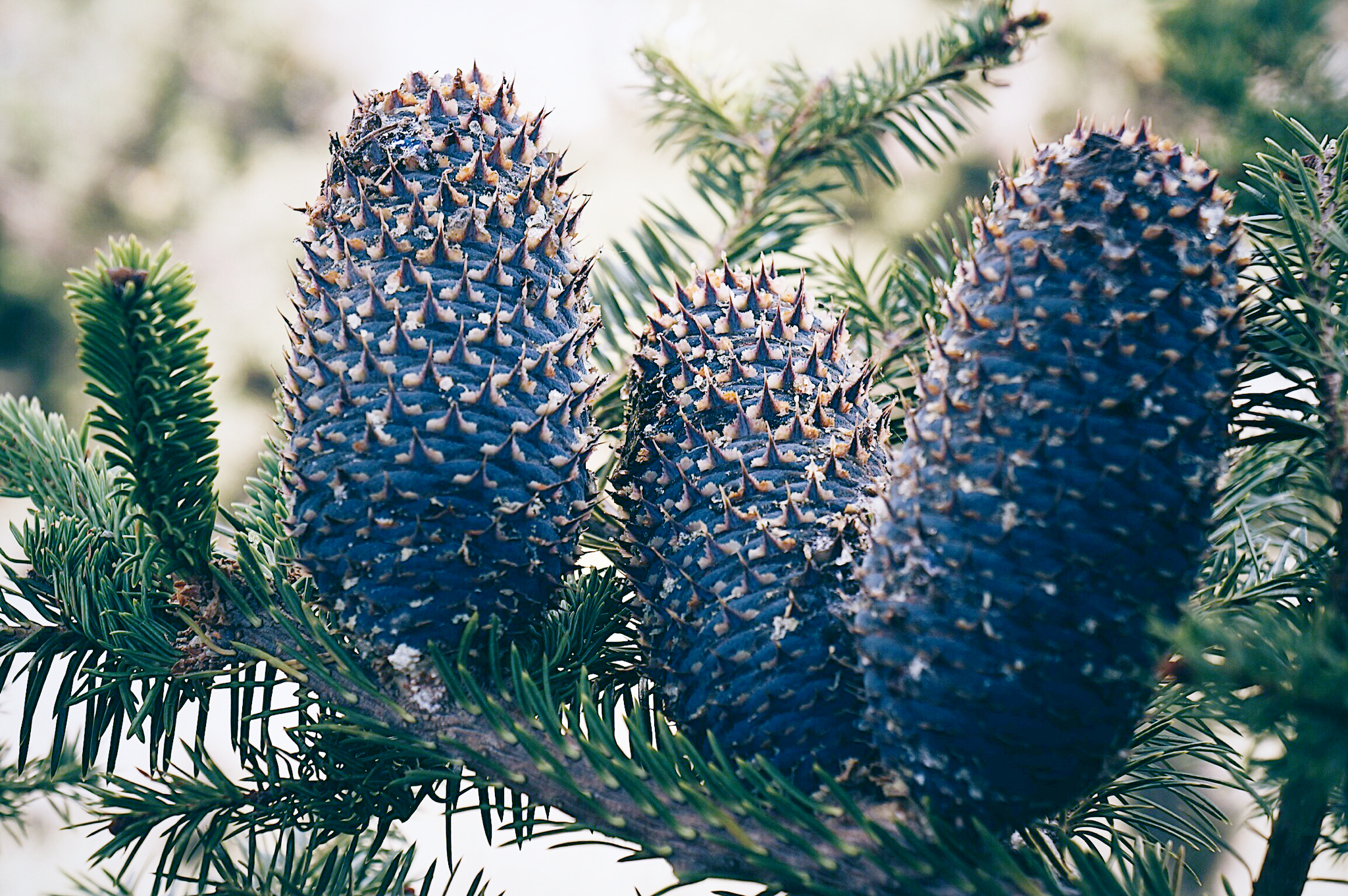
Шишки

## Распространение и местообитание
Естественный ареал Abies vejarii включает две изолированные популяции в горах Восточной Сьерра-Мадре на севере Мексики, расположенные на юго-востоке штатов Коауила и Нуэво-Леон, а также на западе Тамаулипаса. Растёт на территории с прохладным климатом, с сухим летом и влажной зимой. Встречаются на высотах от 2000 до 3300 м.
В основном встречается в смешанных насаждениях с различными породами дуба и сосны, а также Дугласовой пихты (Pseudotsuga menziesii).

## Охранный статус
Международный союз охраны природы классифицирует природоохранный статус вида как «близкий к уязвимому положению».